# Carlos Castro (Journalist)

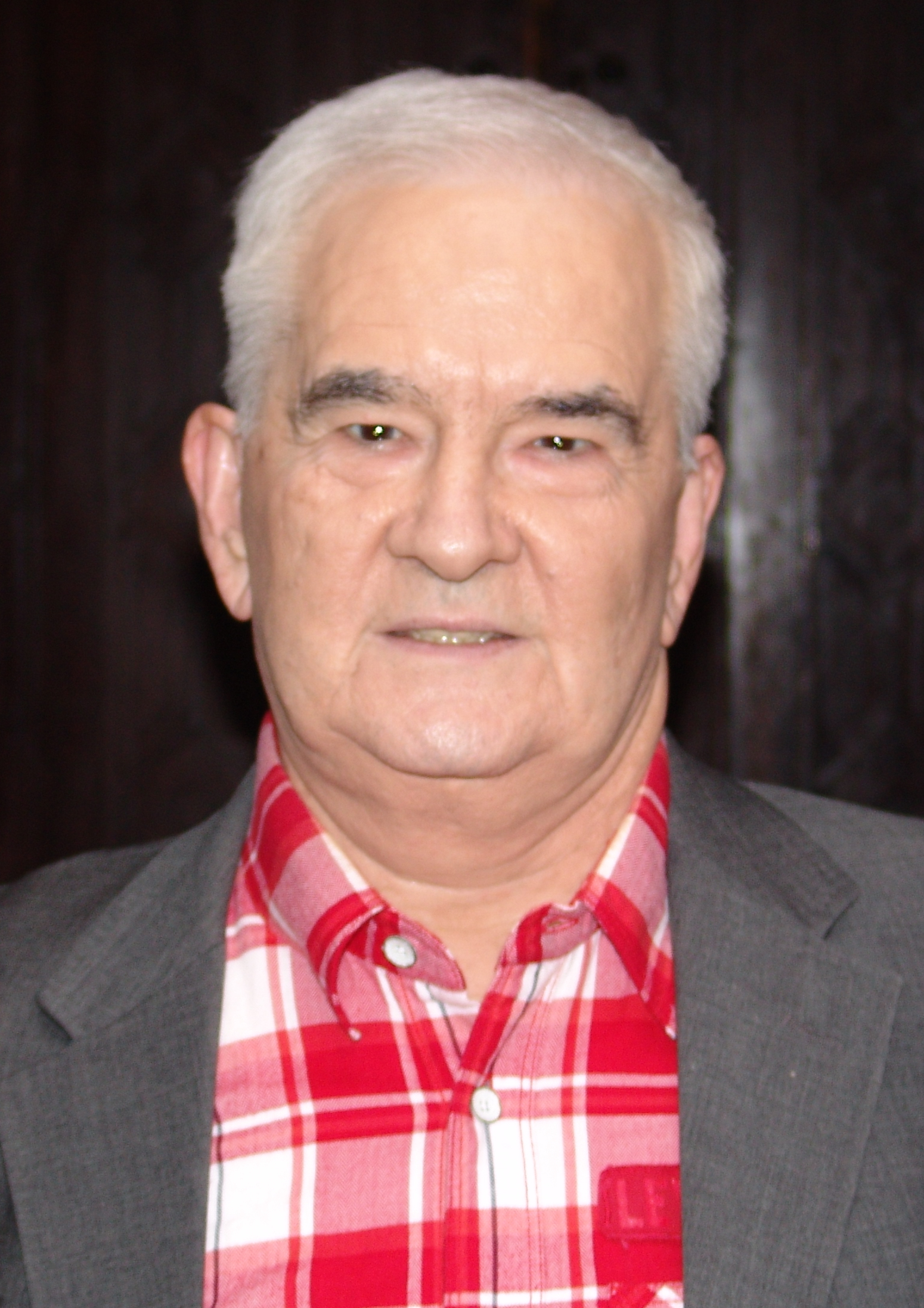
Carlos Castro (2010)

Carlos Castro (* 5. Oktober 1945 in Moçâmedes, Angola; † 7. Januar 2011 in New York City) war ein portugiesischer Journalist, Schriftsteller und ein bekannter Aktivist der Rechte von Homosexuellen.

## Leben
Castro wuchs in der portugiesischen Kolonie Angola auf und kam nach der Entlassung des Landes in die Unabhängigkeit 1975 nach Portugal. Er war lange Jahre Organisator verschiedener künstlerischer Produktionen, wie der Grande Noite do Fado oder der Gala Noite dos Travestis. Als Gesellschaftsreporter schrieb er für verschiedene portugiesische Zeitschriften und Magazine, insbesondere für den Correio da Manhã.
Am 7. Januar 2011 wurde der offen homosexuell lebende Castro tot in einem Hotelzimmer des InterContinental-Hotel am Times Square in New York aufgefunden, wo er mit dem Model Renato Seabra den Jahreswechsel verbracht hatte. Seabra erschlug den Journalisten und kastrierte ihn mit einem Korkenzieher.
Im April 2011 wurde Renato Seabra wegen Mordes zweiten Grades angeklagt und schließlich zu einer Haftstrafe von 25 Jahren verurteilt.

## Werke
- 2000: Ruth Bryden
- 2007: Solidão Povoada
- 2010: As Mulheres Que Marcaram a Minha Vida
- O Chique e o Choque
- Desesperadamente (Gedichte)